# 戸塚文子
戸塚 文子（とつか あやこ、1913年〈大正2年〉3月25日 - 1997年〈平成9年〉11月7日）は、日本の紀行文作家、編集者。1983年（昭和58年）に第1回日本旅行作家協会賞を受賞した。

## 経歴

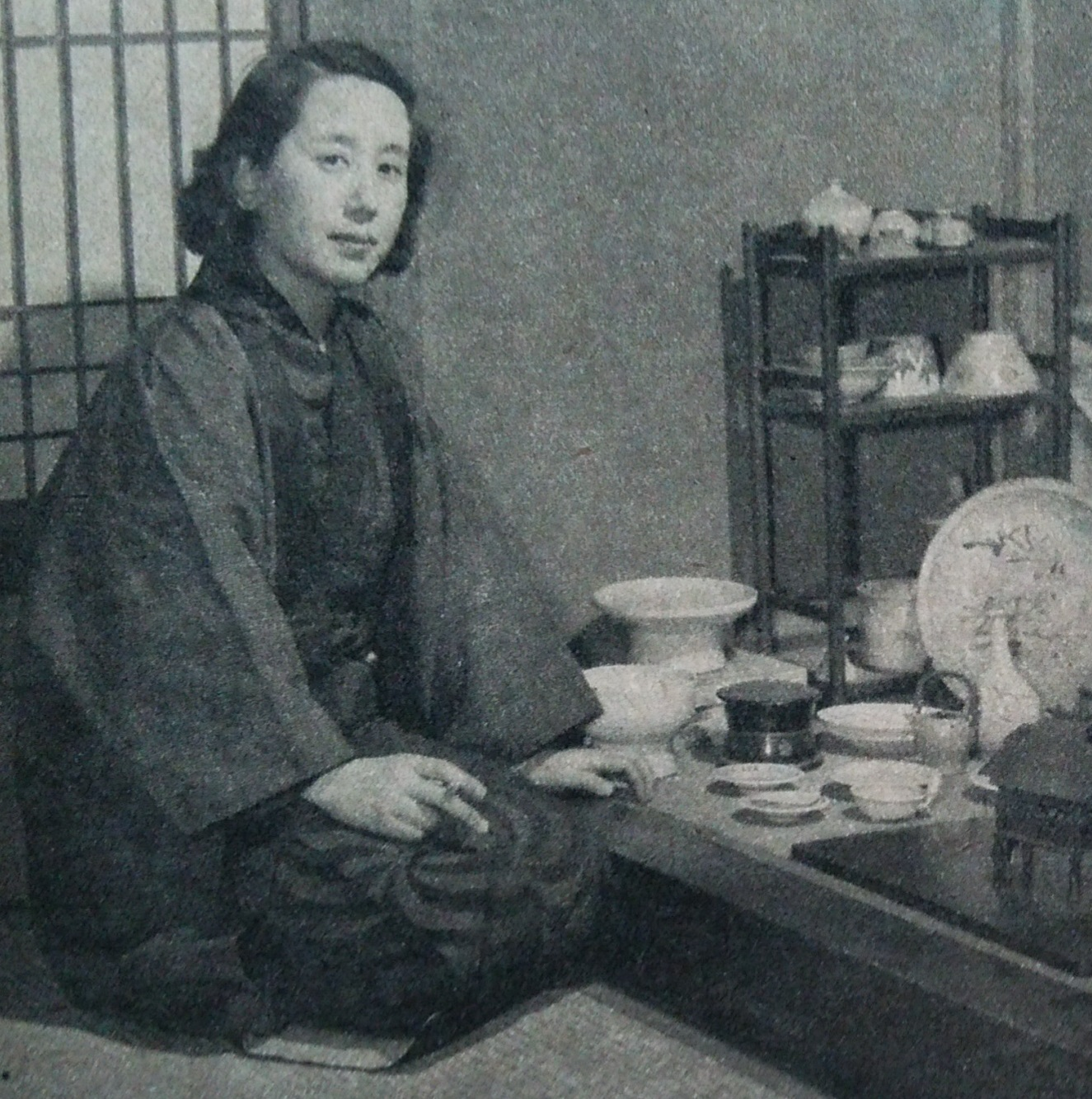
『アサヒグラフ』1952年4月23日号より

東京府（後の東京都）日本橋浜町生まれ。父の仕事の関係で、5歳の頃から小学4年までを横浜市神奈川区で過ごし、日本国外への憧れを抱いて育った後に、東京への転居を経て兵庫県神戸市に移った。
1934年（昭和9年）に日本女子大学英文科卒業後、女性として初めてジャパン・ツーリスト・ビューロー（JTB）に入社した。東京駅案内所の案内係を経て、同社発行の雑誌『旅』編集部に移り、世界各国の数々の旅行情報を読者へ紹介した。
1948年（昭和23年）に女性初の編集長となり、多くの企画の成功により旅行ブームのきっかけとなった。1957年（昭和32年）には松本清張の『点と線』を『旅』に掲載し、推理小説ブームのきっかけを作った。この当時、独身で美貌のキャリア・ウーマンの元祖と注目された。
1961年（昭和36年）に退社して、フリーとなった。翌1962年（昭和37年）、母を描いた『ドライ・ママ』は反響を呼び、テレビドラマ化もされた。その後は年の3分の2を国内外へ旅行する生活を送り、旅行随筆を執筆し、戦後の女性の社会進出の草分け的存在となった。
1967年（昭和42年）4月に行われた東京都知事選挙では、美濃部亮吉の推薦人に名を連ねた。
1971年（昭和46年）4月に行われた東京都知事選挙でも美濃部を応援。選挙公報に記された支持者一覧に名を連ねた。
晩年には、視力が悪いことや家事が苦手なことから、1982年（昭和57年）に老人ホームに入居し、独身高齢女性の老人ホーム入居の流行の先駆けとなった。1983年（昭和58年）に第1回日本旅行作家協会賞を受賞、翌1984年（昭和59年）に勲四等宝冠章を受章した。
1997年（平成9年）11月7日、老衰のため84歳で死去。生涯独身だった。墓碑は東京都小平市の墓地にある。

## 著書
- 旅の眼旅の耳（山河書房、1942年）
- しやぼてん夫人（駿河台書房、1951年）
- 日本の旅（要書房、1952年）
- やぶかんぞう 随筆集（創元社、1952年）
- 日本の旅 続（要書房、1953年）
- サラリー・ガール（要書房、1953年）
- たのしい日本のたび（あかね書房、1954年）（小学生学習文庫）
- ビルの谷間（朋文堂、1955年）（旅窓新書）
- 旅の四季（河出書房、1955年）（河出新書）
- 旅の春秋 続・旅の四季（河出書房、1957年）（河出新書）
- みんなの旅（日本経済新聞社、1957年）渡辺公平共著
- 旅と味（東京創元社、1957年）
- 世はなさけ（東京創元社、1957年）
- ヨーロッパ三等旅行（六月社、1958年）
- 若き日の旅（実業之日本社、1958年）
- 素顔のアメリカ（実業之日本社、1960年）
- 季節の旅（大泉書店、1961年）
- カメラ世界散歩（実業之日本社、1961年）
- イスラエルの旅 ユダヤの国（実業之日本社、1961年）
- ひとりだけの旅（青春出版社、1962年）（青春新書）
- 旅の思い出（大泉書店、1962年）
- ドライ・ママ（文藝春秋新社、1962年）（ポケット文春）、文春文庫、1984年
- 四季の行楽（大泉書店、1963年）
- 外人さん（文藝春秋新社、1964年）（ポケット文春）
- お邪魔さま（文藝春秋、1965年）（ポケット文春）
- あなたを美しくする職場の作法（グラフ社、1967年）、扇谷正造共著
- 全国ホテル案内（文藝春秋、1967年）（文春実用百科）、原勉共著
- 異国の楽園 世界22のリゾート（日本交通公社・ベルブックス、1971年）
- 地球気ままな旅（三笠書房ぱぴるすbooks、1973年）
- 日本料理（タイムライフブックス、1973年）
- 旅は風のように（PHP研究所、1978年1月）
- 生と死の間に（潮文社、1978年12月）
- 食のかなた（日本経済新聞社、1980年9月）
- 旅は悠々（講談社、1983年7月）